# .pk
.pk為巴基斯坦國家及地區頂級域（ccTLD）的域名。此外还拥有乌尔都语顶级域名‎。該域名於1992年6 月 3 日啟用。PKNIC是巴基斯坦政府认可的該國唯一负责.pk域名管理的组织。

## 外部連結
- IANA .pk whois information（页面存档备份，存于）